# Erzbistum Vilnius
Das Erzbistum Vilnius (lat.: Archidioecesis Vilnensis, lit. Vilniaus arkivyskupija), bis 1925 Bistum Vilnius ist ein Erzbistum im östlichen Litauen und wichtiger Bestandteil der römisch-katholischen Kirche in Litauen.

## Geschichte
Die Gründung der Diözese von Vilnius geht zurück in das 14. Jahrhundert, als Litauen durch die Heirat des Litauerfürsten Jogaila mit Hedwig von Anjou christianisiert wurde.
Nachdem Vilnius ab 1922 von Polen annektiert worden war, sah sich der Heilige Stuhl unter Papst Pius XI. gezwungen, neben der Litauischen Kirchenprovinz mit Sitz in Kaunas auch Vilnius am 28. Oktober 1925 zur Erzdiözese und Metropolie zu erheben. Gleichzeitig wurden die Suffragane Kaišiadorys und Panevėžys durch Abtrennung geschaffen.
Nach der Reorganisation der litauischen Kirche 1991 blieben beide Kirchenprovinzen erhalten. Gleichzeitig wurden die in der Republik Polen befindlichen Territorien der Erzdiözese Vilnius zum Bistum Białystok erhoben.

## Weblinks

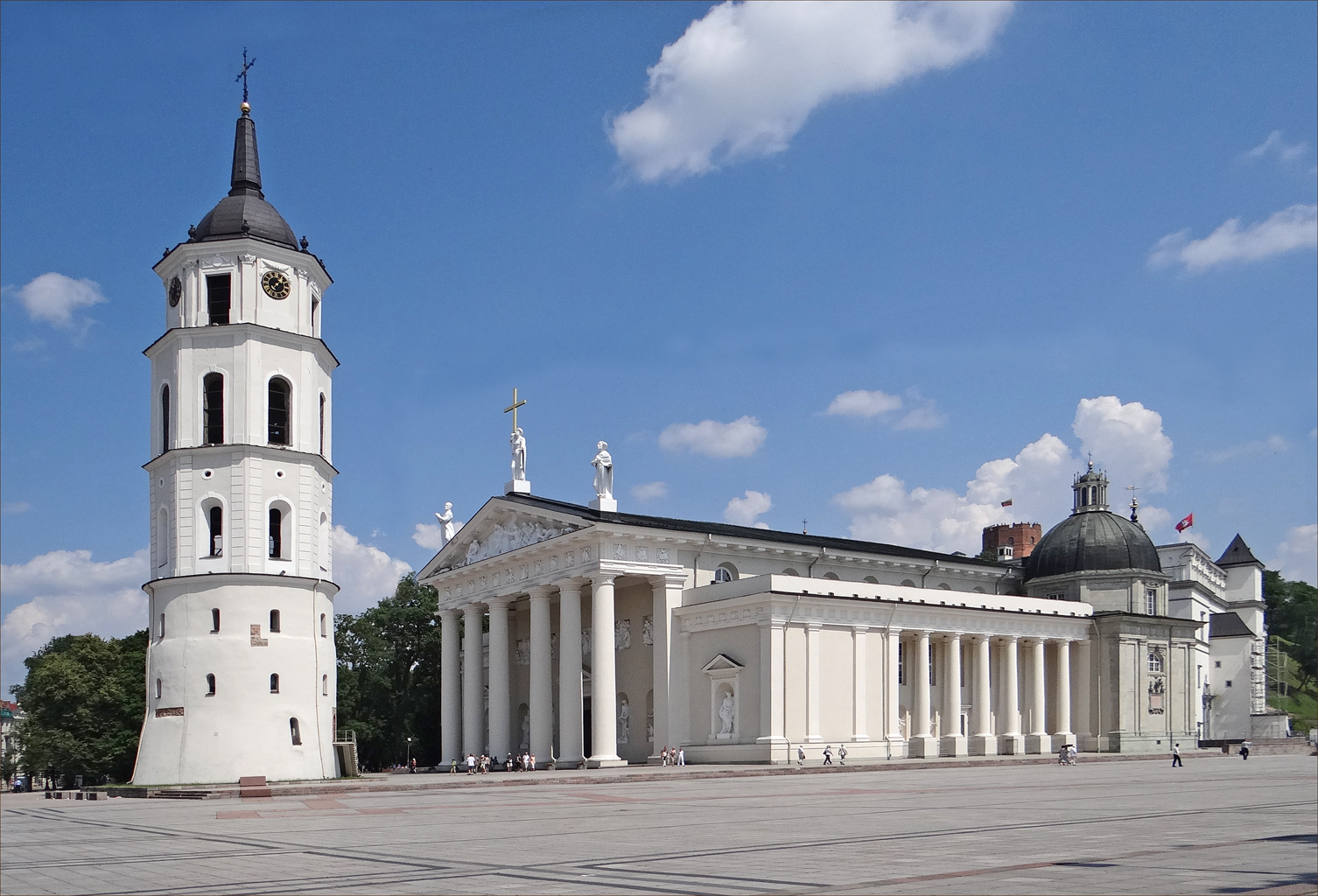
Kathedrale Sankt Stanislaus

## Persönlichkeiten
- Liste der Erzbischöfe von Vilnius